# Gymnometopina dudai
Gymnometopina dudai är en tvåvingeart som beskrevs av Allen L.Norrbom 1987. Gymnometopina dudai ingår i släktet Gymnometopina och familjen hoppflugor.
Artens utbredningsområde är Kenya. Inga underarter finns listade i Catalogue of Life.